# Kang Hye-jeong
Kang Hye-jeong (* 4. Januar 1982 in Incheon) ist eine südkoreanische Schauspielerin. Ihre erste Rolle hatte sie in dem Arthouse/Science-Fiction-Film Nabi (2001), wofür sie auf dem Puchon International Fantastic Film Festival als beste Nachwuchsdarstellerin ausgezeichnet wurde. Durch den Film Oldboy (2003) wurde sie weltweit bekannt.
Kang spielte 2014 in der Verfilmung des Romans How to Steal a Dog von Barbara O’Connor eine Nebenrolle.
Sie ist verheiratet mit Tablo von der Hip-Hop-Gruppe Epik High. Gemeinsam haben sie eine Tochter namens Lee Haru.

## Filmografie

### Filme
- 2000: Flush (Kurzfilm)
- 2001: Nabi (나비)
- 2003: Oldboy
- 2004: Three… Extremes
- 2005: Antarctic Journal (Cameo-Auftritt)
- 2005: Rules of Dating
- 2005: Lady Vengeance (Cameo)
- 2005: Welcome to Dongmakgol
- 2006: Invisible Waves
- 2006: Love Phobia
- 2007: Herb
- 2009: Why Did You Come to My House?
- 2009: Kiss Me, Kill Me
- 2009: Triangle
- 2009: Girlfriends
- 2011: Wedding Palace
- 2013: Behind the Camera
- 2014: How to Steal a Dog (개를 훔치는 완벽한 방법 Gae-reul Humchineun Wanbyeokan Bangbeop)
- 2017: Lucid Dream (루시드 드림)

### Fernsehserien
- 1998: Eun-sil (SBS)
- 1999: Jump (MBC)
- 2002: Nonstop 3 (MBC)
- 2003: Naebang nebang
- 2007: Flowers for My Life (KBS2)
- 2008: On Air (SBS, Cameo)
- 2011: Miss Ripley (미스 리플리, MBC)
- 2012: The Wedding Scheme (tvN)
- 2014: Drama Festival: „Nae Insaeng-ui Hok“ (드라마 페스티벌 – 내 인생의 혹, MBC)